# Route nationale 540
Pour les articles homonymes, voir Route 540.
La route nationale 540 ou RN 540 était une route nationale française reliant Alba-la-Romaine à Dieulefit.
À la suite de la réforme de 1972, le tronçon d'Alba-la-Romaine à Montélimar a été renuméroté RN 102 et celui de Montélimar à Dieulefit a été déclassé en route départementale RD 540.

## Ancien tracé d'Alba-la-Romaine à Dieulefit
- Alba-la-Romaine (km 0) N 102
- Le Teil (km 11)
- Montélimar (km 17) D 540
- La Bâtie-Rolland (km 27)
- La Bégude-de-Mazenc (km 32)
- Souspierre (km 35)
- Le Poët-Laval (km 40)
- Dieulefit (km 44)